# Augusto Lorenzini
Augusto Lorenzini (Roma, 21 aprile 1826 – Roma, 13 agosto 1907) è stato un funzionario e politico italiano.

## Biografia
Funzionario dell'amministrazione postale nello Stato Pontificio prende parte alla Repubblica romana del 1849. Caduta la repubblica entra nel comitato romano dell'Associazione Nazionale Italiana, viene arrestato nel 1853 come cospiratore del restaurato governo di Pio IX e condannato a venti anni di reclusione. Tre anni dopo, commutata la pena nell'esilio perpetuo da Roma, si trasferisce a Orvieto, dove si mantiene con piccole attività e dal 1862 dirige il comitato dell'emigrazione. Combattente con Garibaldi a Mentana rientra a Roma dopo la breccia di Porta Pia, dove Vincenzo Tittoni lo chiama a far parte della neo costituita amministrazione comunale. Consigliere e assessore dopo le prime elezioni dello stesso anno, viene anche eletto consigliere provinciale e nominato membro della deputazione provinciale. Già apprezzato e consultato da Cavour, col sostegno di Agostino Depretis nel 1880 viene eletto deputato nel primo collegio cittadino, rieletto per le successive sei legislature sia a Roma che a Spoleto e Perugia.
Massone, membro del Grande Oriente d'Italia, il 3 aprile 1881 fu tra i fondatori della Loggia "Rienzi" di Roma.